# 碧涧流泉
《碧涧流泉》，古琴曲，相传为宋代朱紫阳作，为岭南琴派代表曲目。
乐曲表现了荡迹山林闲适疏放的幽趣，奇峰异石之间，爆发出一股股清澈的泉水，涓涓细流，时急时缓。琴曲分三段，初缓再急。